# 庄守经
庄守经（1931年5月—2021年2月23日），男，北京人，中国图书馆学家，北京大学图书馆原馆长。

## 生平
1931年生于北平市。父亲是银行职员，常年在天津上班。1945年入读崇德中学，1947年3月参加“民联”，1947年12月加入中国共产党，介绍人李友滨。1948年9月至1950年9月，在燕京大学化工系学习。1950年9月至1952年8月，脱产任燕京大学团委副书记。1952年8月至1966年6月，历任北京大学职工党支部书记、总务处党总支书记、机关党总支书记、校党委宣传部副部长。文化大革命期间受到冲击，下放劳动。1973年1月至1978年12月，任北京大学校务组(部)党总支书记。1979年，任北京大学图书馆副馆长、党总支书记。1981年10月6日，任北京大学图书馆学系主任。1983年6月至1993年6月，任北京大学图书馆馆长。1981年至1990年，任中华人民共和国教育部高等学校图书馆工作委员会副主任（期间于1981年至1984年兼任秘书长）。1983年起连任中国图书馆学会第二、三、四届副理事长。1996年离休。2021年2月23日在北京逝世。

## 贡献
主编有《文明的沃土》《中文核心期刊要目总览》《中国高校图书馆简介》等。1995年6月，获美国华人图书馆员协会“杰出服务奖”。